# Donghol Sigon

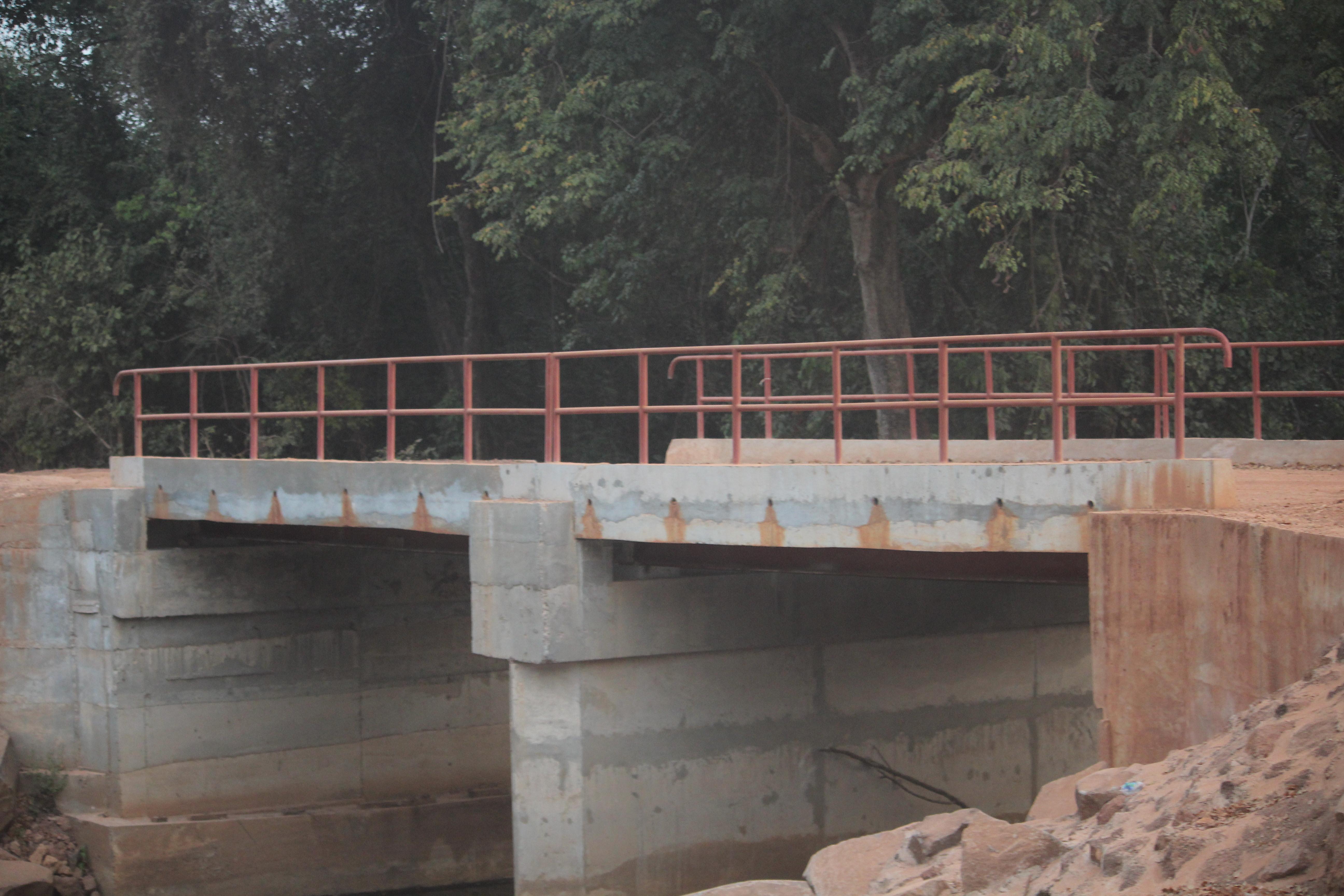
Pont de Nbagou

Donghol Sigon (ou Donghel Sigon, Doghel Sigon) est une ville et une sous-préfecture de Guinée, rattachée à la préfecture de Mali et la région de Labé. 

## Population
En 2021, le nombre d'habitants est estimé à 30 996, à partir d'une extrapolation officielle du recensement de 2014 qui en avait dénombré 26 975.

## Subdivision administrative

### Districts
Doghel sigon centre, Seriya, Bandeya, Dougaya, Hooréliity, Yaari koli, Fetooré, Mayadini et Saara heeri

## Infrastructure

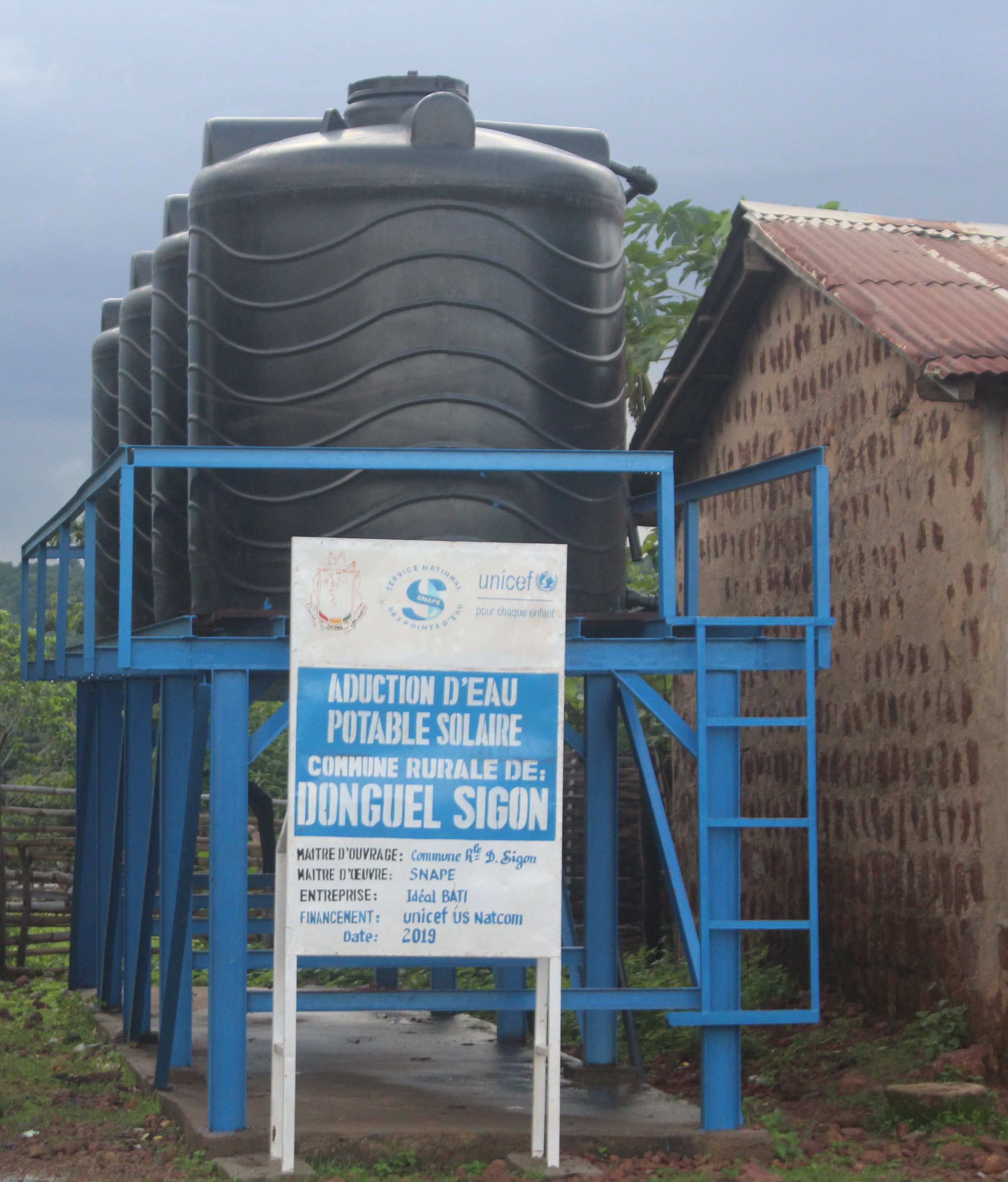

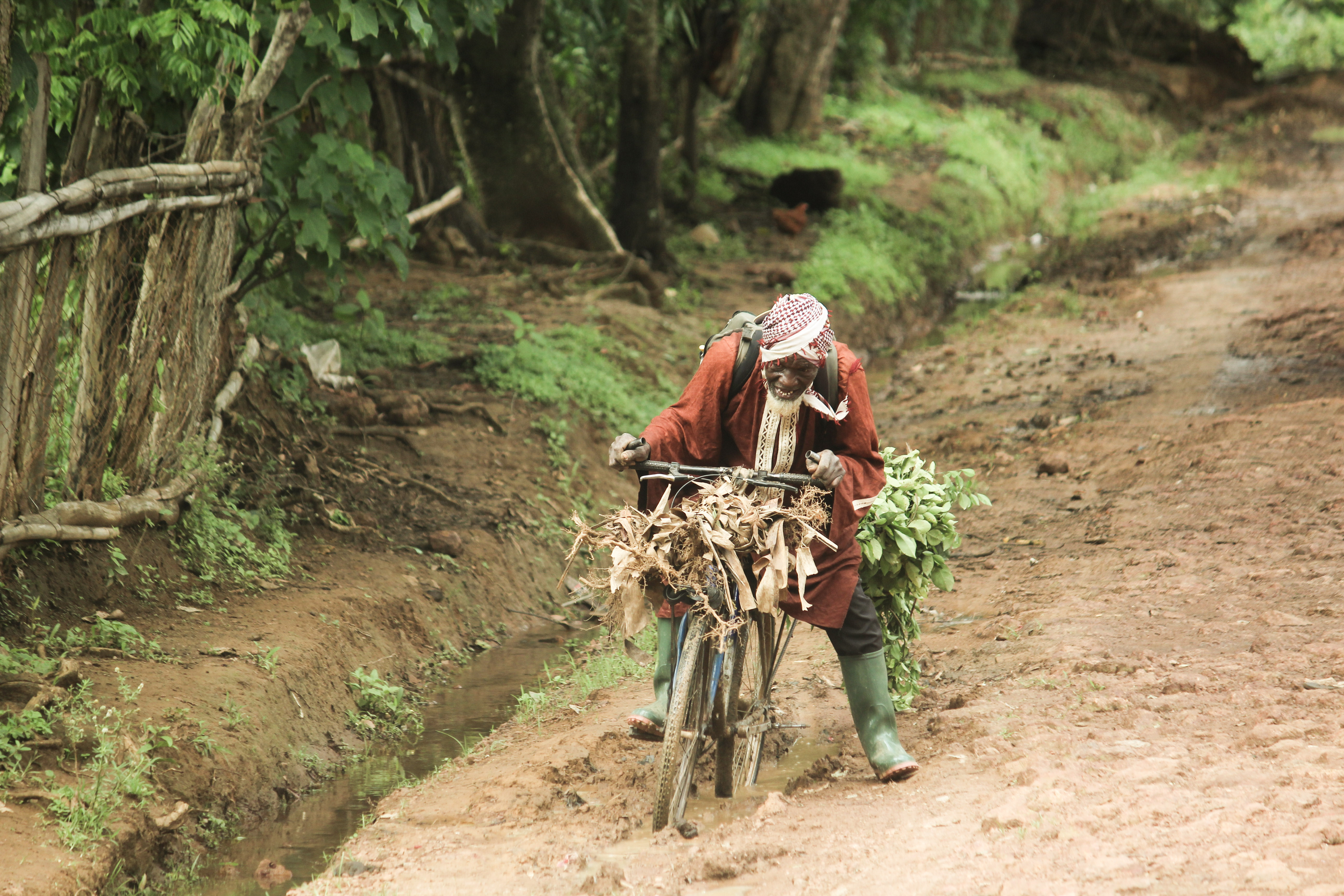

## Santé

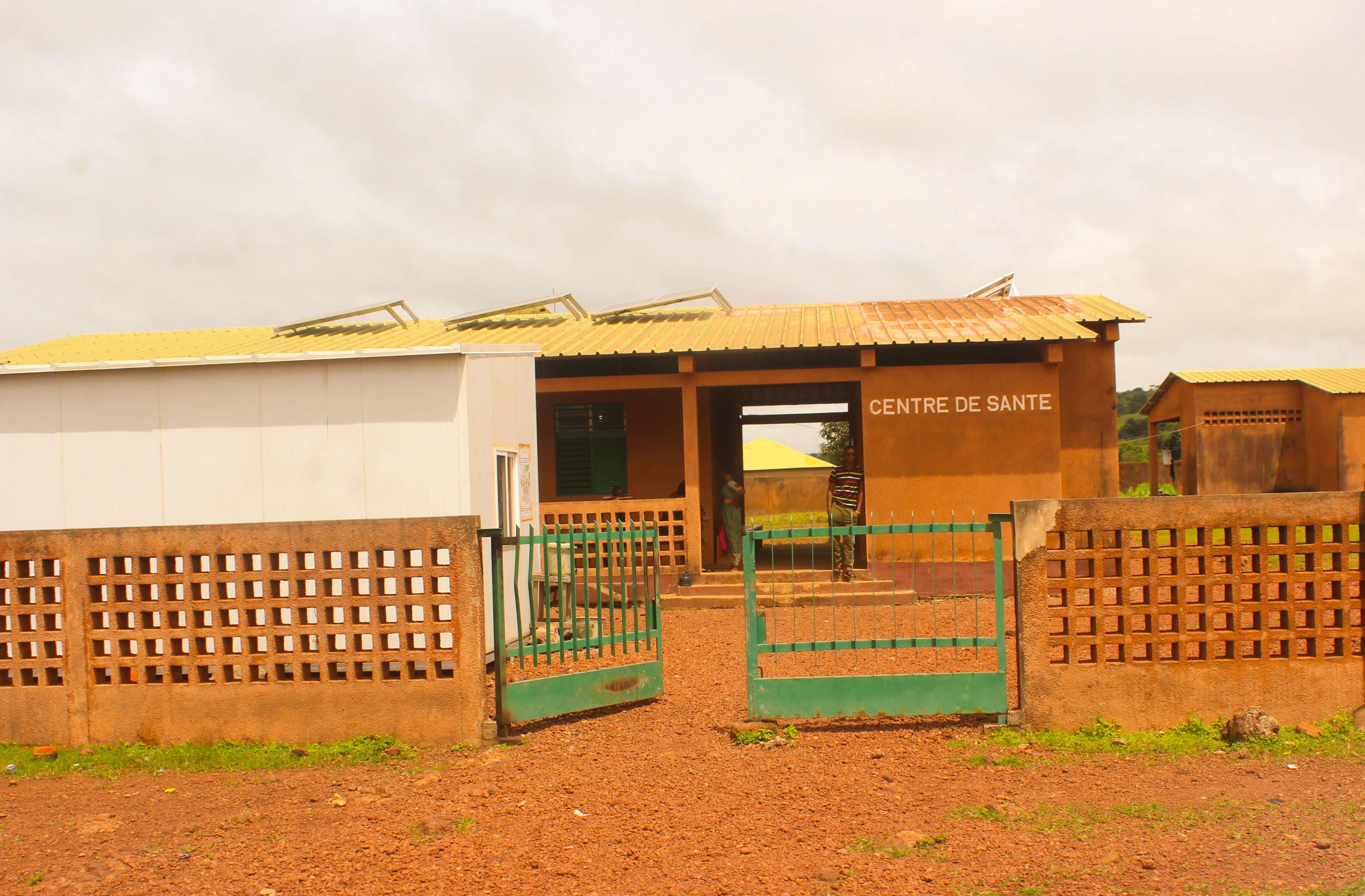

## Personnalités liées à la ville
1. Black M, la ville d'origine de sa famille[2].